# 夏尔·梅西耶
夏尔·梅西耶（法語：Charles Messier，法語發音：[ʃaʁl mesje]；1730年6月26日—1817年4月12日；又译為梅西叶、梅歇爾）是一位法国天文学家。他最著名的成就在于制作了深空天體組成的天文列表，將星云、星团和星系等天體编排号码，它也就是著名的《梅西耶星团星云表》。夏尔·梅西耶製作該列表的目的主要是為了幫助天文學家（特別是像他這樣的彗星獵人）來區分天空中的永久性天體及短暫的視覺漫反射物體。1764年，他成為英國皇家學會的研究員。1769年，他當選為瑞典皇家科學院的外籍院士，並於1770年6月30日當選為法國科學院院士。

## 生平

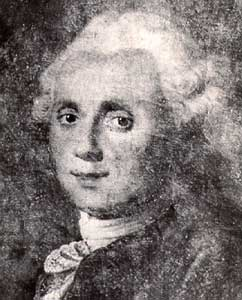
夏尔·梅西耶

他生于法国洛林地区默尔特-摩泽尔省的巴东维莱，是尼古拉·梅西耶與弗朗索瓦丝夫妻的第十個孩子（他們共有十二個小孩）。他有六個兄弟姐妹在年幼時死去，而他的父親則在1741年去世。夏尔·梅西耶年輕時曾遇見一些著名的天文現象：1744年出現的彗星是一顆壯觀的彗星，擁有6條扇形彗尾、他的家鄉在1748年7月25日出現日食。這些現象引起夏爾對天文學的興趣。
從1751年開始，他在巴黎的法国海军天文台擔任天文官约瑟夫-尼古拉·德利尔的助手，詳細記錄他的天文觀察結果（尤其是彗星）。夏尔·梅西耶第一個記錄下來的天文觀測是1753年5月6日出現的水星凌日。從1758年冬天起，他根据以前的观测，开始搜索哈雷彗星，愛德蒙·哈雷預測它將會再度出现。1758年8月14日，他在搜索哈雷彗星時，發現了另一顆彗星。夏尔·梅西耶仔細觀察該彗星直到1758年11月2日為止。夏尔·梅西耶于1759年1月21日终于发现哈雷彗星的蹤影，但是比另一位天文学家約翰·格奧爾格·帕利奇（Johann Georg Palitzsch）還迟了一个月，他於1758年12月25日聖誕節當天觀測到該彗星
。尽管如此，他还是因此而一跃成名。

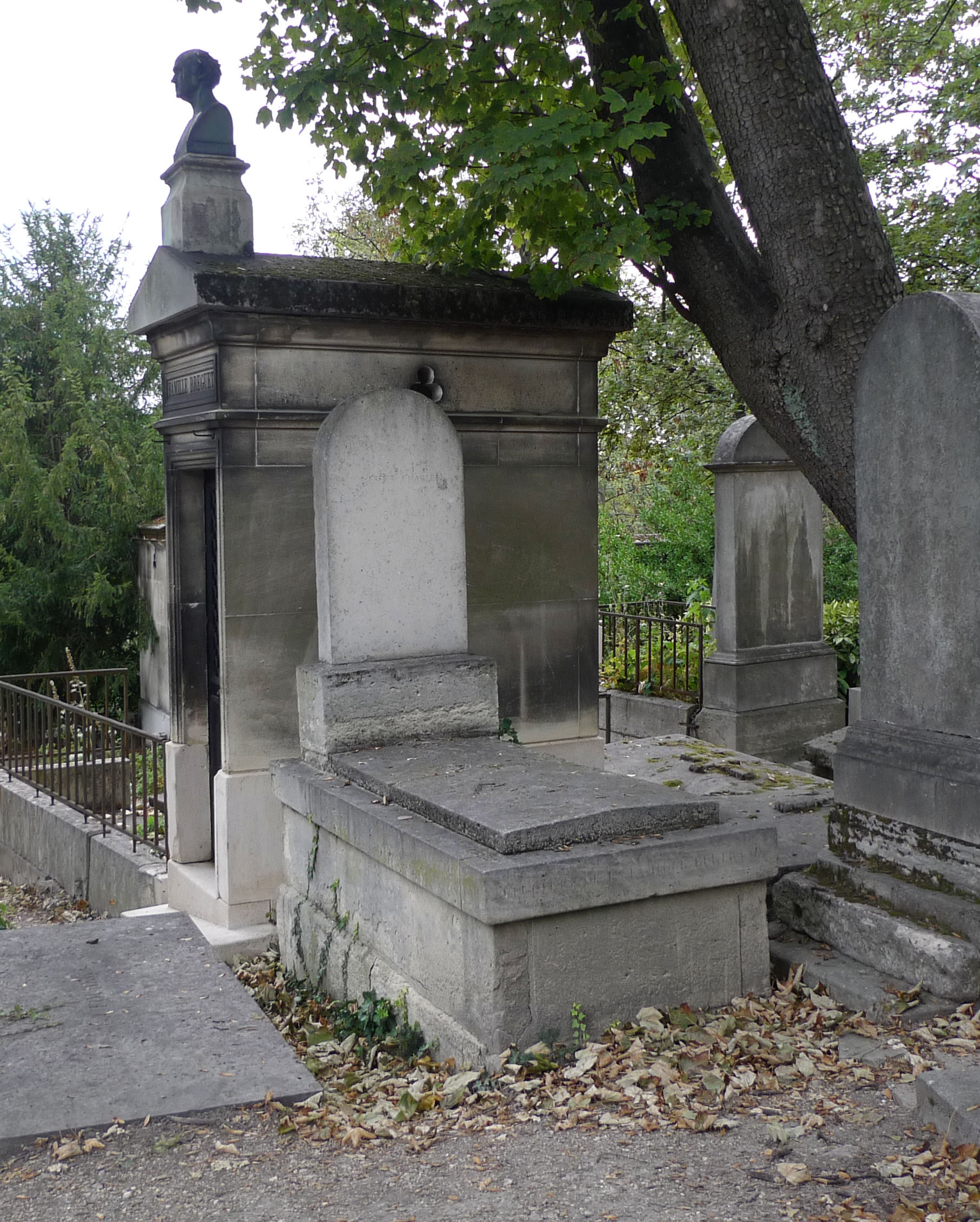
夏尔·梅西耶的墳墓

1760年，约瑟·尼古拉·德利尔退休，於是梅西耶接任法国海军天文官的职务。梅西耶在搜寻彗星的过程中，经常將彗星和其它模糊天体混淆。他从1764年初开始制作一张彗星和星际间朦胧天体的列表。在同一年末，他完成了一张包含40个天体的列表。夏尔·梅西耶在1765年发现大犬座的M41后，又在列表中追加了M41至M45等五个天体。
1769年，夏尔·梅西耶在白羊座附近发现了大彗星（C/1769 P1），他因此成为瑞典皇家科学院的外籍院士。次年，他又发现了一颗彗星，并成为了法国科学院的正式成员。他在一生中总共发现了13颗彗星，法国国王路易十五曾称夏尔·梅西耶为“我的彗星獵人”。
梅西耶於1817年去世，被安葬在巴黎十一區的拉雪茲神父公墓。他的墳墓相當普通，不易尋找，也不在大多數的地圖上。它位於著名鋼琴家肖邦的墳墓附近，珠寶商人亞伯拉罕·路易·布雷蓋的墳墓位於其前方。

## 梅西耶天體

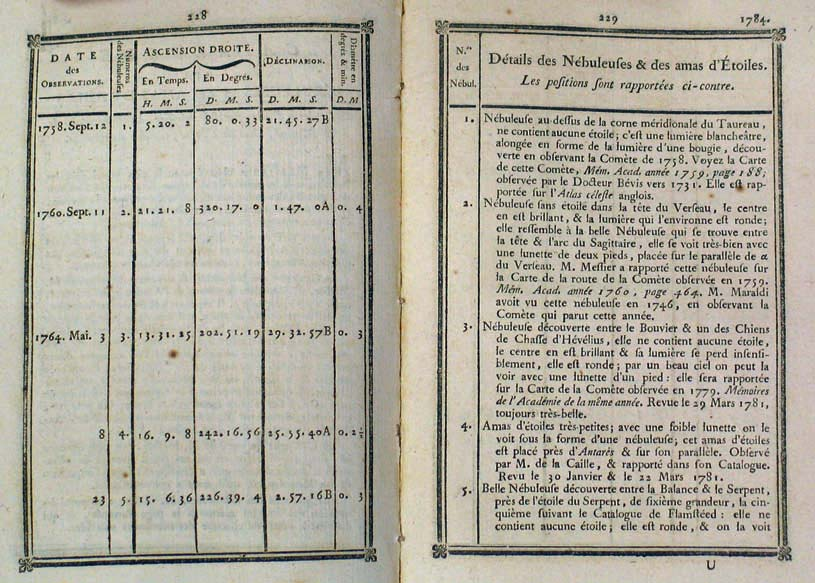
《梅西耶星团星云列表》第一卷

他于1774年在巴黎法國科學院期刊上发表了《梅西耶星团星云列表》第一卷（M1至M45）。然後分别1781年和1784年 发表了《梅西耶星团星云列表》的第二卷（M46至M68）和第三卷（M69至M103），總共包含103個天體。列在这些列表上的天体，都被称为“梅西耶天体”，例如M31代表仙女座星系。梅西耶考虑到列表的体裁，将二重星（M40）或星团（M45等）也列入其中。至少有20個梅西耶天體是他的助手皮埃爾·梅尚所發現的。
在1921年和1966年之間，天文學家和歷史學家曾多次發現梅西耶或他的助手皮埃尔·梅尚曾觀察到另外7個深空天體的證據，時間就在《梅西耶星團星雲列表》最終版本發表不久之後。這7個天體（M104到M110）被天文學家正式承認為梅西耶天體。直到目前為止，專業和業餘天文學家仍然使用梅西耶天體的稱呼（從M1至M110）。
《梅西耶星團星雲列表》沒有包含特定的對象、類型，甚至是位置。《梅西耶星團星雲列表》包括了幾乎所有最壯觀（歐洲地區可以觀測到的）的五種深空天體：瀰漫星雲、行星狀星雲、疏散星團、球狀星團和星系。因為夏尔·梅西耶可以用肉眼觀察口徑相對較小的折射望遠鏡（約100毫米，或4英寸）來觀測這些天體，它們是地球上最明亮、也是最有吸引力的深空天體，也是現代業餘天文學家的研究和攝影目標。

## 紀念

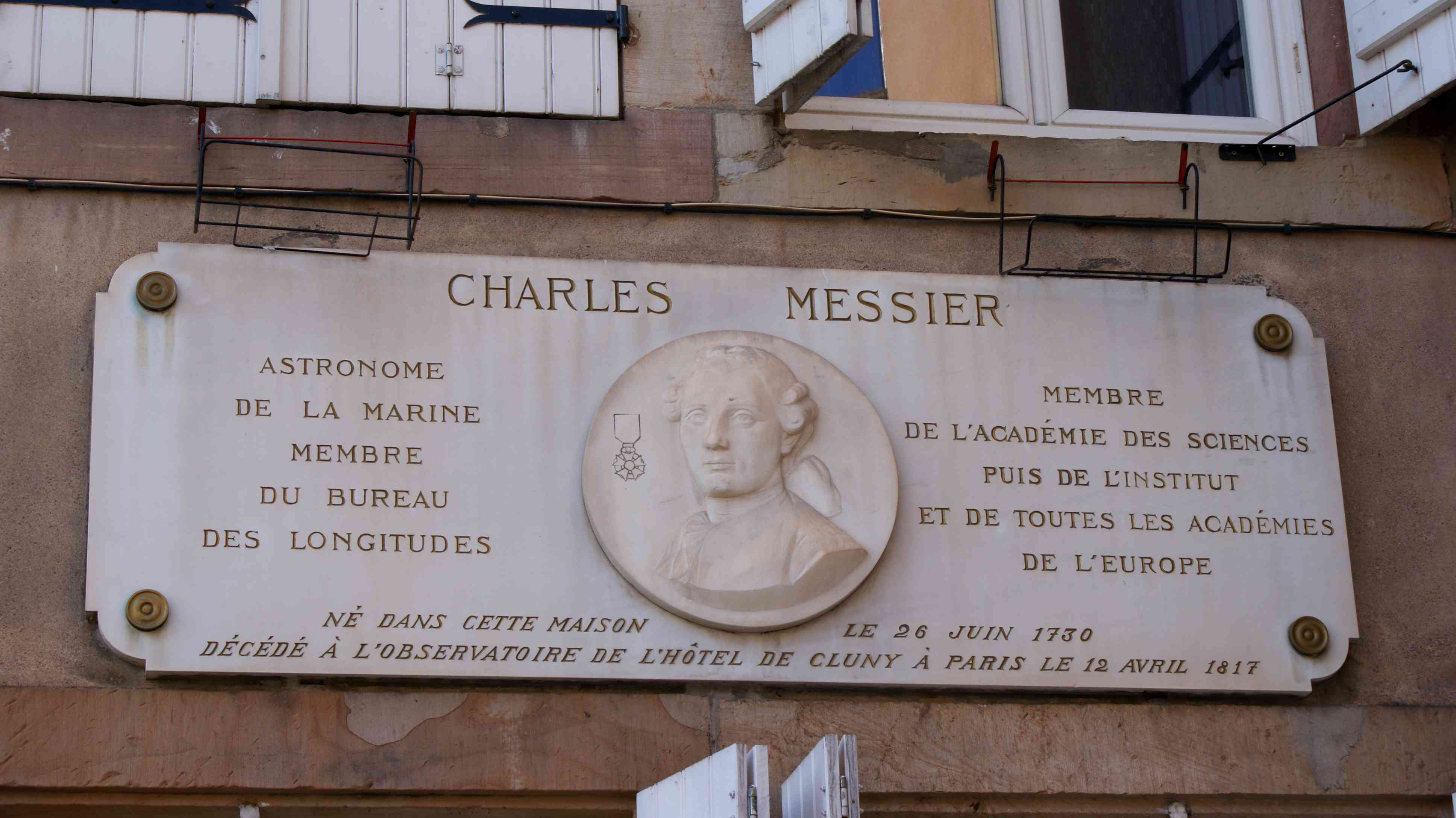
位於夏尔·梅西耶出生地的紀念牌。

后人为了纪念他，将月球上一个陨石坑命名为梅西耶，7359號小行星也以他名字命名。